# Rio Bicaz
O Rio Bicaz é um rio da Romênia afluente do Rio Bistriţa, localizado no distrito de Harghita,<br />Neamţ.